# Dominicas flag
Dominicas flag har været i officiel brug som national- og statsflag siden 3. november 1978.
Siden indførelsen i 1978 har flagets design været ændret tre gange, hvor den seneste ændring var i 1990. Flaget bærer nationalfuglen sisserou-papegøjen som våbenskjold. Papagøjen lever kun på Dominica, og er en truet dyreart med kun få leveår tilbage. Flagets grønne baggrund er en henvisning til øens frodige natur. Det trefarvede kors er et billede på treenigheden og landets kristne baggrund. De tre farver repræsenterer landets indfødte indianere, den frugtbare jord og rent vand. Landets ti kommuner er præsenteret ved de ti grønne stjerner på den røde skive, der er en henvisning til socialisme.

## Historiske design
| 1978-81 |
| 1978-81 |

| 1981-88 |
| 1981-88 |

| 1988-90 |
| 1988-90 |

## Ekstern henvisning
1. ↑  "Kort om Dominica". Arkiveret fra originalen 17. juni 2016. Hentet 17. december 2011.

- Politikens flagbog – 300 nationale og internationale flag ISBN 87-567-6303-4

- Wikimedia Commons har flere filer relateret til Dominicas flag

| Flag | Spire Denne artikel om flag eller vexillologi er en spire som bør udbygges. Du er velkommen til at hjælpe Wikipedia ved at udvide den. |